# Lynn Jenkins
Lynn Jenkins (Holton, 10 giugno 1963) è una politica statunitense, rappresentante dello stato del Kansas alla Camera dei Rappresentanti dal 2009 al 2019.

## Biografia
Laureata alla Kansas State University, la Jenkins è un contabile certificato.
Prima di approdare al Congresso, ha servito per due anni alla Camera dei Rappresentanti del Kansas e per un mandato completo al Senato del Kansas. Nel 2002 venne eletta Tesoriere di Stato, incarico che mantenne fino al 2008, quando si candidò a deputata per il secondo distretto congressuale del Kansas.
Nelle primarie fronteggiò Jim Ryun, che aveva rappresentato questo distretto per cinque mandati prima di essere sconfitto dalla democratica Nancy Boyda. La Jenkins convinse di più gli elettori e sconfisse Ryun; lo stesso avvenne nelle elezioni generali, dove batté anche la Boyda con uno scarto di cinque punti percentuali (51% a 46%).
Ideologicamente, la Jenkins ha sostenuto i tagli delle tasse effettuati dall'amministrazione Bush, si è opposta ad una legge che avrebbe messo in regola gli immigrati clandestini, si è espressa a favore della trivellazione petrolifera nella Arctic National Wildlife Refuge (un'area protetta situata in Alaska) e si è schierata contro i diritti dei gay. Per quest'ultima presa di posizione ha ottenuto un punteggio di 10 su 100 dalla Human Rights Campaign.
Inoltre nell'agosto del 2009 fecero scalpore alcune sue affermazioni razziste che coinvolgevano il Presidente Obama.
Dopo 25 anni di matrimonio e due figli, il marito Scott le chiese il divorzio ad alcuni giorni di distanza dalla sua elezione al Congresso.